# 横浜市立梅林小学校
横浜市立梅林小学校（よこはましりつばいりんしょうがっこう）は、神奈川県横浜市磯子区杉田五丁目にある公立小学校である。

## 歴史
当校は、横浜市立杉田小学校の生徒数が増え、教室などの設備が足りなくなったことで開校した。
- 1960年（昭和35年）：杉田小学校より独立して、開校[1]。
- 1961年（昭和36年）：学級園が完成。校門が新設される[1]。
- 1966年（昭和41年）：新築の鉄骨造体育館完成[1]。
- 1967年（昭和42年）：水泳プール竣工[1]。
- 1969年（昭和44年）：創立10周年記念式典[1]。
- 1972年（昭和47年）：新築鉄筋3階建（B棟）竣工[1]。
- 1974年（昭和49年）：新築鉄筋4階建（A棟）竣工[1]。
- 1978年（昭和53年）：（旧B棟）木造の建物の取り壊し[1]。
- 1979年（昭和54年）：新築鉄筋2階建（C棟）竣工[1]。
- 1989年（平成元年）：飼育小屋、造形砂場、ジャブジャブ池完成[1]。
- 1998年（平成10年）：近隣に杉田梅林ふれあい公園開業[1]。
- 2012年（平成24年）：給水管改修工事（直結給水）を実施[1]。
- 2019年（令和元年）：創立60周年記念式典を開催[1]。

## 学区
- 磯子区
  - 杉田三丁目のうち3番、4番
  - 杉田四丁目のうち3番から18番まで
  - 杉田五丁目
  - 杉田六丁目
  - 杉田坪呑
- 金沢区
  - 富岡東一丁目のうち1番から28番17号まで、29番、32番10号から32番18号まで、33番

出典：

## 進学先の中学校
卒業生は、磯子区在住のうち杉田六丁目の一部以外は浜中学校に、その他の区域在住は小田中学校に進学する。

## アクセス

### バス
- 横浜市営バス「青砥坂」停留所から徒歩で約6分
- 京浜急行バス・横浜市営バス「杉田」停留所（青砥寄り）から徒歩で約8分

### 鉄道
- 京急本線 - 杉田駅から徒歩で約13分

## 周辺施設
- 新杉田駅
- 杉田駅
- 坪呑公園